# Saint-Gratien, Somme
Saint-Gratien är en kommun i departementet Somme i regionen Hauts-de-France i norra Frankrike. Kommunen ligger i kantonen Villers-Bocage som tillhör arrondissementet Amiens. År 2022 hade Saint-Gratien 386 invånare.

## Befolkningsutveckling
Antalet invånare i kommunen Saint-Gratien
| Referens: INSEE |